# Cosmopterigidae
Cosmopterigidae es una familia de insectos del orden Lepidoptera. Son mariposas pequeñas de alas angostas que se alimentan de hojas, tallos o semillas de plantas. Hay alrededor de 1500 especies descritas. La familia alcanza su mayor diversidad en las regiones del Pacífico y Australia con cerca de 780 especies.
Los palpos labiales son largos y se curvan hacia arriba, a veces en forma de guadaña. Las alas anteriores y posteriores son de estrechas a muy estrechas y con forma de lanza. A menudo son de colores brillantes.
Varios géneros que antes estaban en esta familia han sido llevados a Agonoxeninae en Elachistidae.

## Taxonomía
La familia consiste de cuatro subfamilias y de estos géneros:
- Subfamilia Antequerinae Hodges, 1978
- Subfamilia Chrysopeleiinae Mosher, 1916
- Subfamilia Cosmopteriginae Heinemann & Wocke, 1876

- - Adeana
  - Allotalanta
  - Anatrachyntis
  - Anoncia
  - Aphanosara
  - Archisopha
  - Ashibusa
  - Axiarcha
  - Clemmatista
  - Coccidiphila
  - Cosmopterix
  - Diatonica
  - Diversivalva
  - Dorodoca
  - Dromiaulis
  - Ecballogonia
  - Echinoscelis
  - Endograptis
  - Eralea
  - Eteobalea
  - Hodgesiella
  - Hyposmocoma
  - Glaphyristis
  - Haplochrois
  - Heureta
  - Heterotactis
  - Idiostyla
  - Iressa
  - Ischnobathra
  - Isidiella
  - Isorrhoa
  - Labdia
  - Leptozestis
  - Macrobathra
  - Melanocinclis
  - Mimodoxa
  - Morphotica
  - Mothonodes
  - Opszyga
  - Otonoma
  - Paratheta
  - Parathystas
  - Passalotis
  - Pebobs
  - Pechyptila
  - Persicoptila
  - Phaneroctena
  - Pyroderces
  - Ramphis
  - Ressia
  - Rhadinastis
  - Sematoptis
  - Stagmatophora
  - Synploca
  - Syntomaula
  - Tanygona
  - Teladoma
  - Tetraconta
  - Tolliella
  - Triclonella
  - Trissodoris
  - Ulochora
  - Urangela
  - Vulcaniella

- Subfamilia Scaeosophinae Meyrick, 1922
- Incertae sedis

- - Acleracra
  - Aganoptila
  - Amblytenes
  - Apothetodes
  - Calanesia
  - Clarkeophlebia
  - Colonophora
  - Crobylophanes
  - Dynatophysis
  - Falcatariella
  - Griphocosma
  - Haplophylax
  - Harpograptis
  - Hedroxena
  - Herlinda
  - Homosaces
  - Ischnangela
  - Melanozestis
  - Meleonoma
  - Melnea
  - Meneptila
  - Metagrypa
  - Microzestis
  - Minivalva
  - Neachandella
  - Neomelanesthes
  - Orthromicta
  - Pauroptila
  - Phepsalostoma
  - Phosphaticola
  - Protorhiza
  - Pseudascalenia
  - Pycnagorastis
  - Pyretaulax
  - Schendylotis
  - Semolina
  - Sindicola
  - Spiroterma
  - Stromatitica
  - Strophalingias
  - Thectophila
  - Trachydora
  - Zanclarches

## Géneros anteriormente incluidos
- Eritarbes
- Lallia
- Scaeothyris
- Xestocasis